# Synemosyna fissidentata
Synemosyna fissidentata är en spindelart som först beskrevs av Kálmán Szombathy 1913.  Synemosyna fissidentata ingår i släktet Synemosyna och familjen hoppspindlar. Inga underarter finns listade i Catalogue of Life.